# よしうみバラ公園
よしうみバラ公園（よしうみばらこうえん）は、愛媛県今治市吉海町にあるバラ公園。

## 概要
よしうみバラ公園は、平成5年6月に開園した。園内の花壇には、世界各地のバラ400種3500株が植栽されていて、中でも、平成11年5月に西瀬戸自動車道開通記念にフランス随一のバラ庭園「ライ・レ・ローズ」からオールドローズ「ジョセフィーヌ・コレクッション」など約100種が移植されている。ばらの開花時期は5月上旬から12月末までで、最盛期は5月中旬から6月上旬と、10月中旬から11月上旬である。

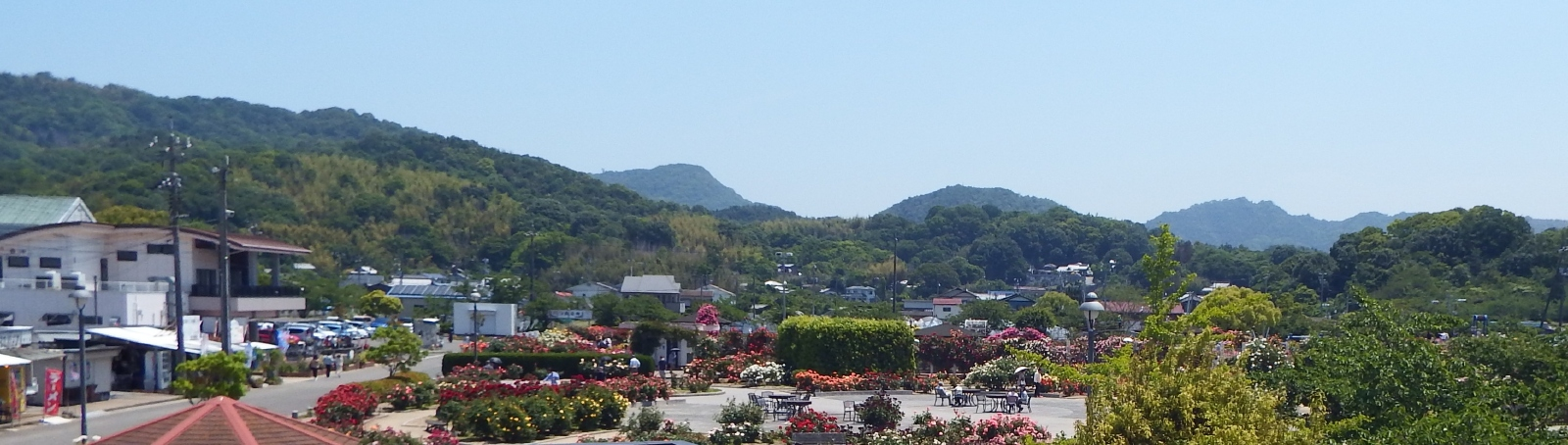
園内（左端はローズ館
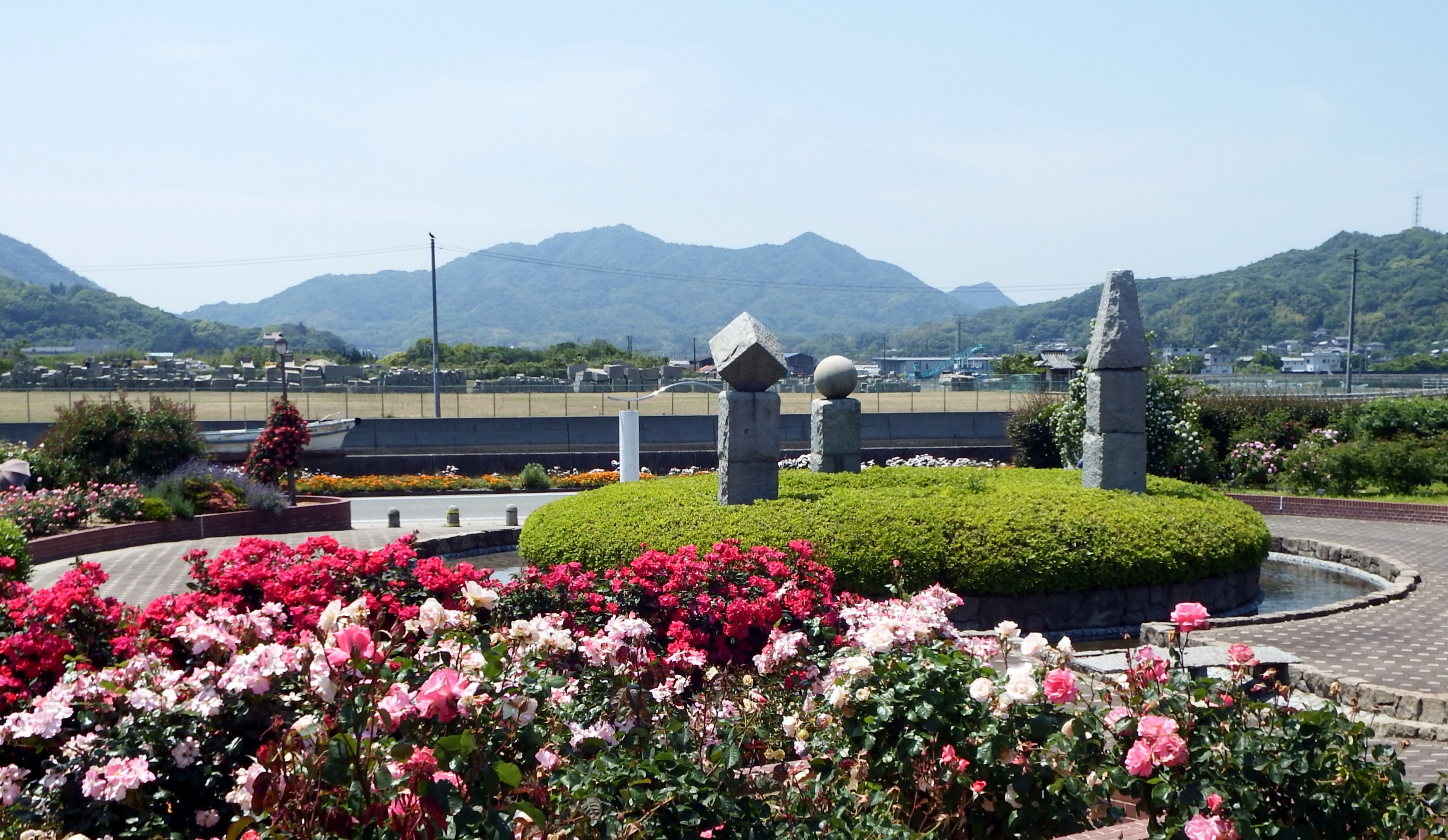
園内（背後に亀老山
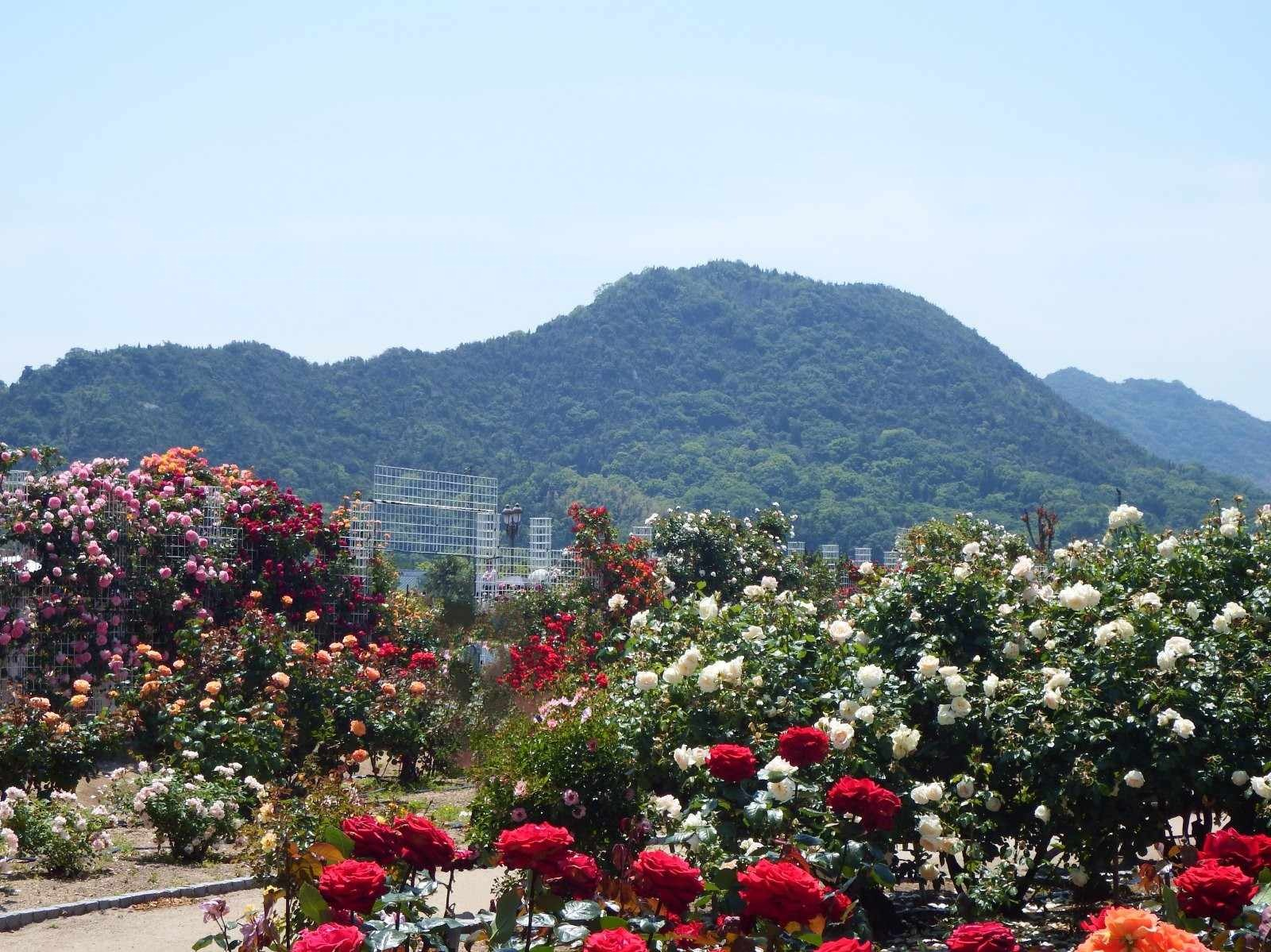
園内（背後に八幡山
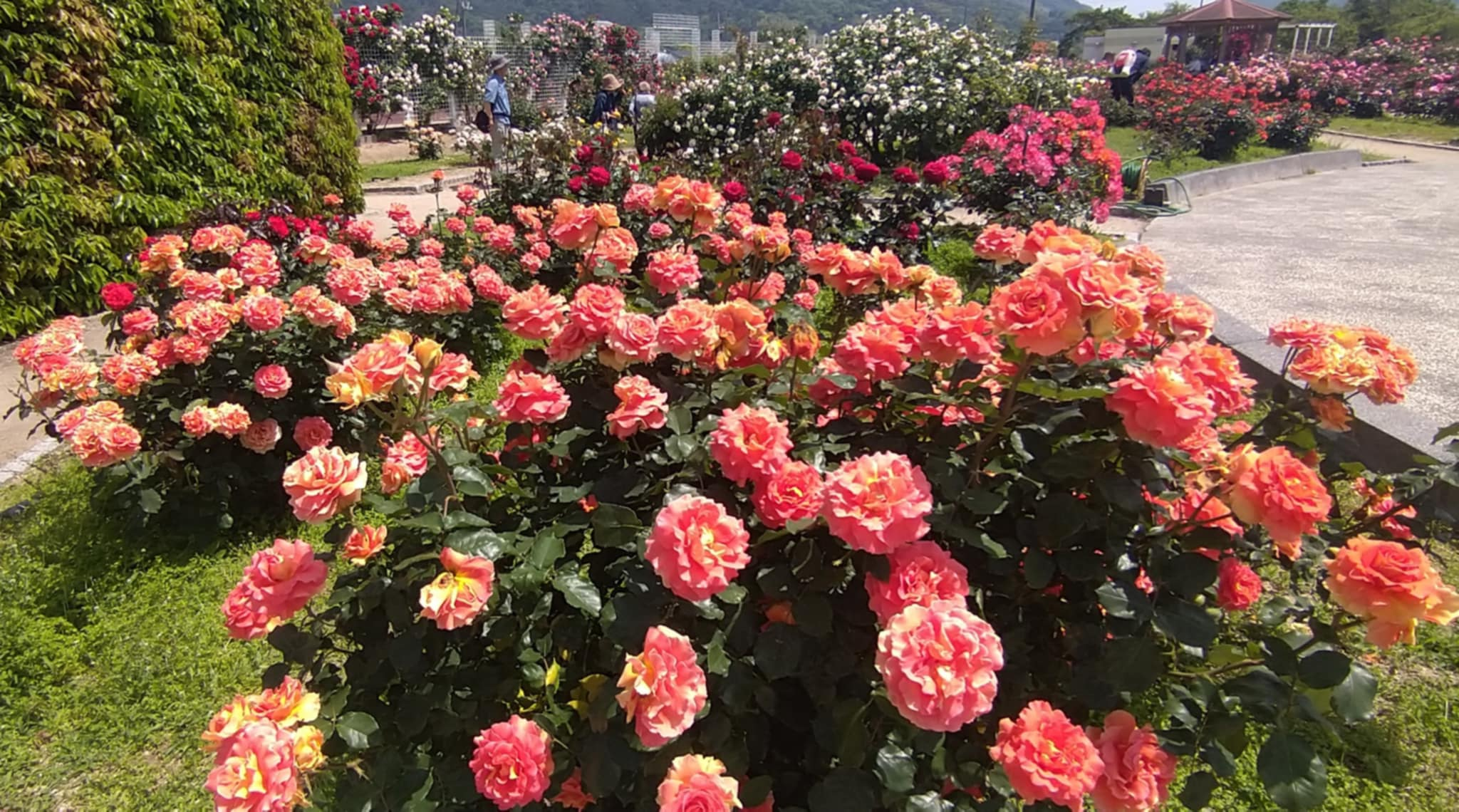
園内
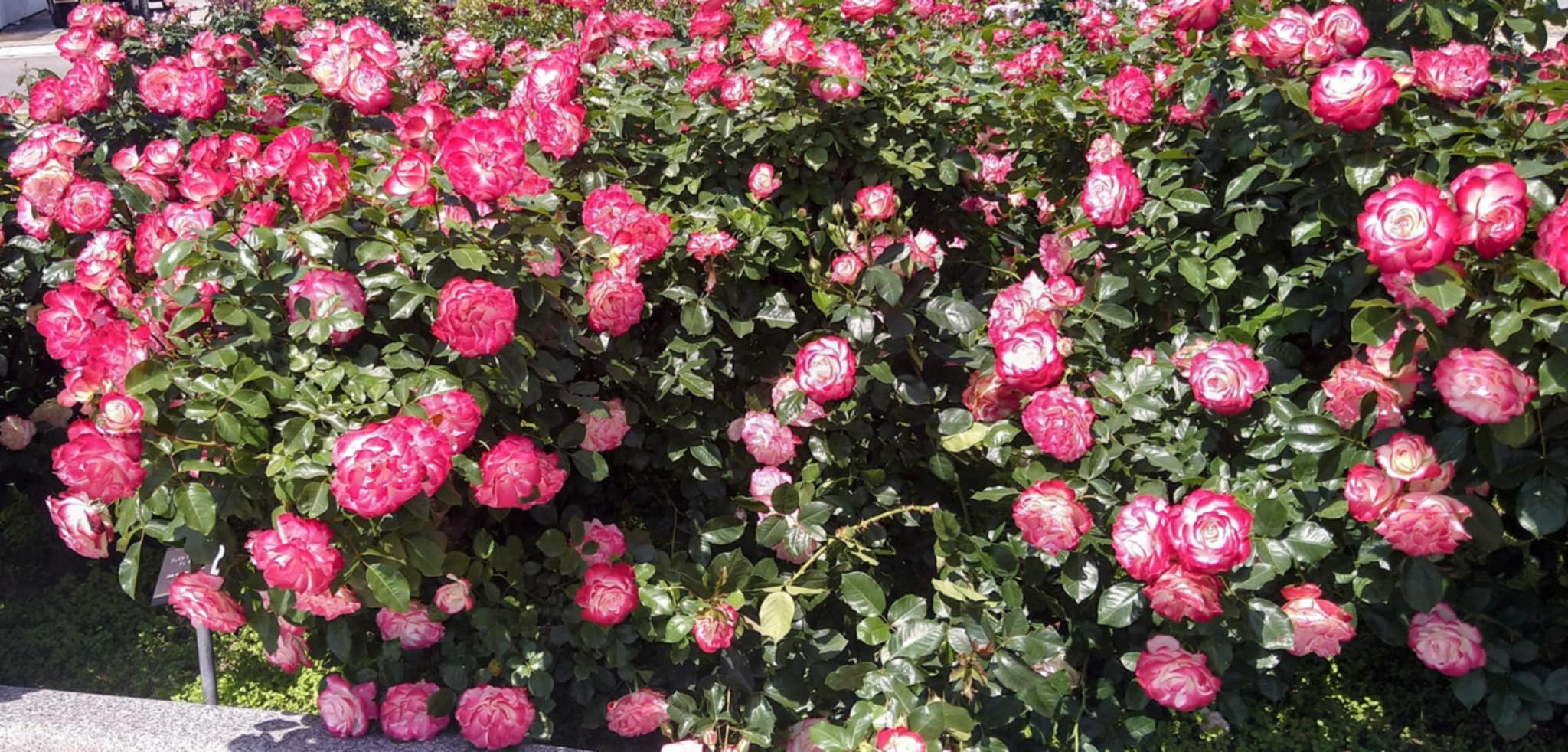
園内
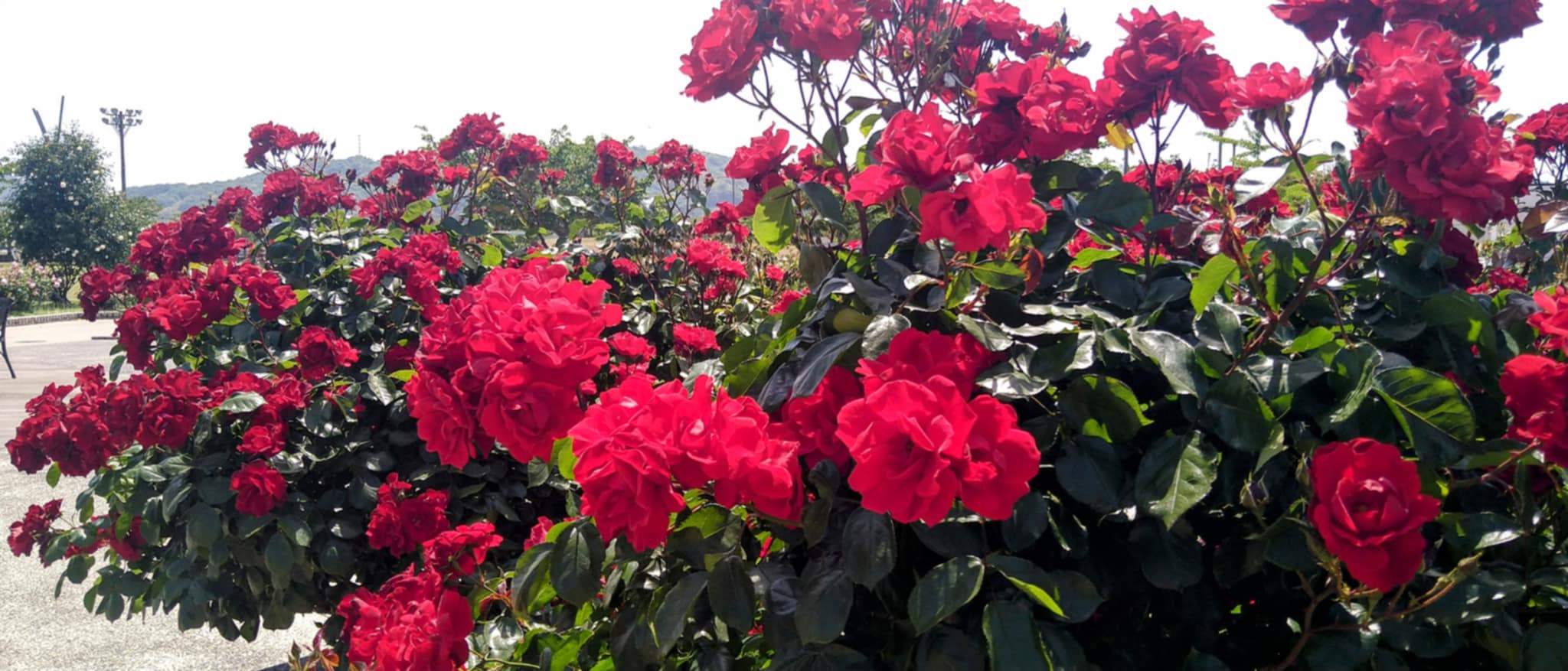
園内
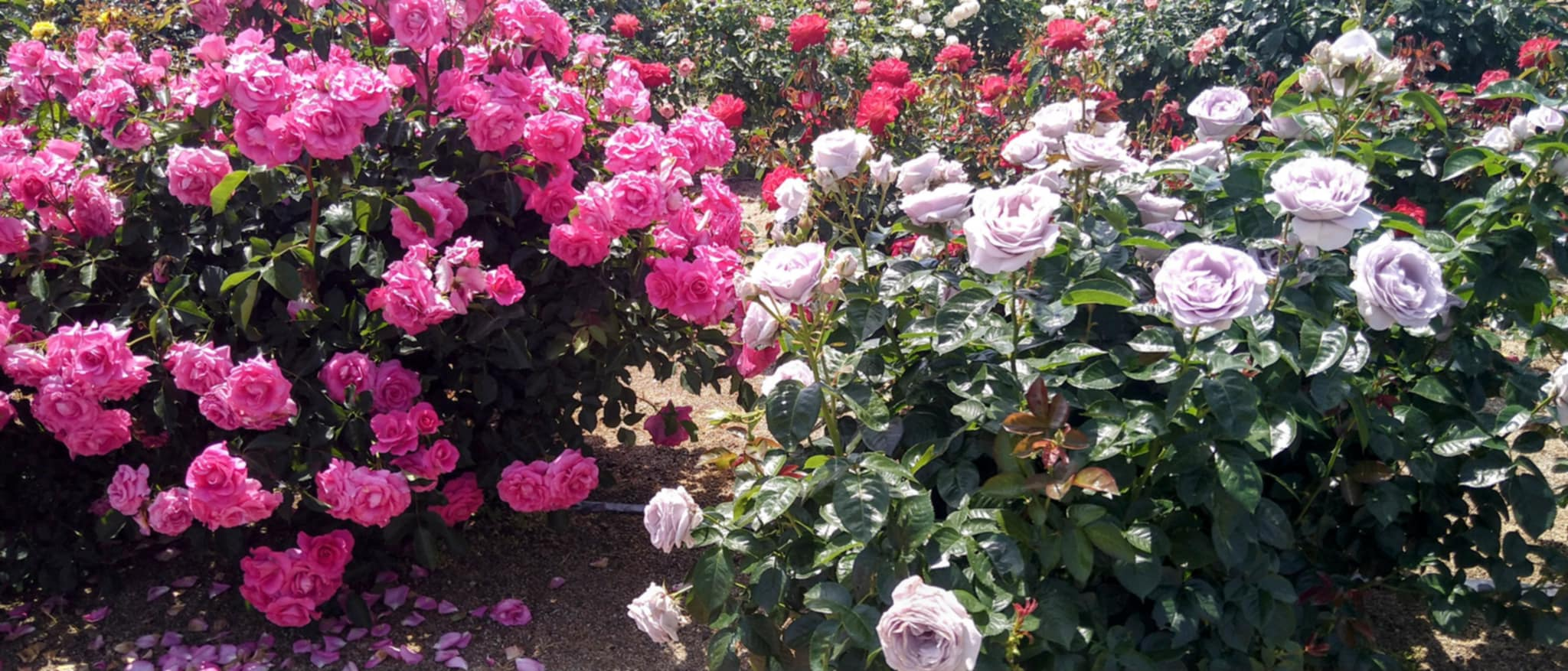
園内
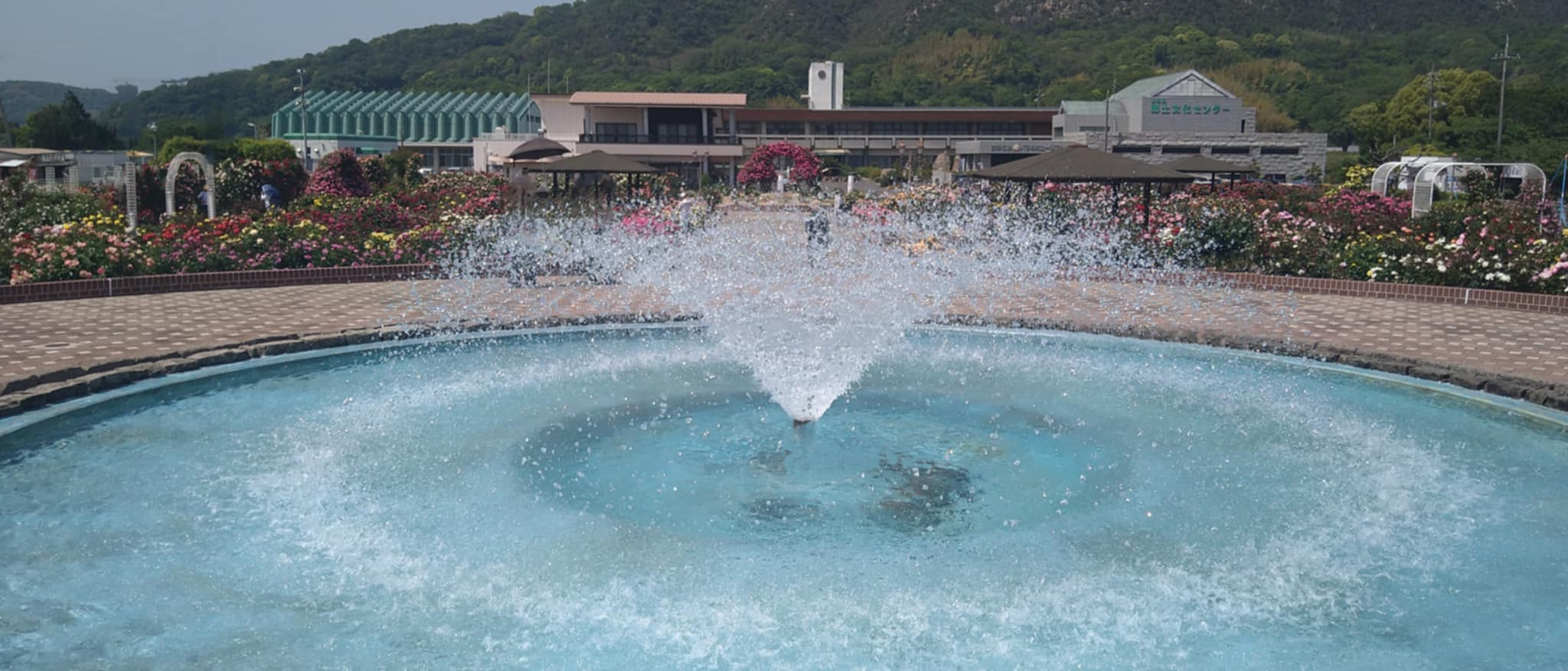
園内

## 隣接施設
- 吉海郷土文化センター：2F/野間仁根画伯の薔薇の絵画展、1F/吉海町の民具・武具甲冑などの展示
- バラ苗販売所：鉢植えしたバラの販売。
- ローズ館：バラのグッズや地元特産品の販売。
- ローズ村：バラソフトクリームなど飲食屋台。

## 周辺施設
- 道の駅よしうみいきいき館
- 亀老山展望公園